# Кантон Нешател
Кантон Нешател или Нојенбург (скраћеница NE, фр. République et Canton de Neuchâtel) је кантон на западу Швајцарске. Главни град је истоимени Нешател, а највећи Шо де Фон.

## Природне одлике
Кантон Нешател се налази у области швајцарске Јуре. На југоистоку је стеновита обала Нешателског језера. Северни део кантона одводњава река Дуб. Географски, кантон Нешател има три зоне: виноградарску на истоку (уз обалу језера), област долина у средини (на око 700 метара н. в) и област планина на западу (преко 900 метара н. в). Највиши врх је на 1.065 метара. Површина кантона је 803 km².

## Историја
Нешател се 1815. г. придружио Швајцарској, иако је његов суверен до 1848. г. био пруски краљ.

## Окрузи
1. Будри - седиште Будри,
2. Вал де Руз - седиште Серније,
3. Вал де Травер - седиште Вал де Травер,
4. Ле Шо де Фон - седиште Шо де Фон,
5. Ле Локл - седиште Ле Локл,
6. Нешател - седиште Нешател.

## Становништво и насеља
Кантон Нешател је имао 170.320 становника 2009. г.
У кантону Нешател се говори француски језик.
Кантон је некада био јако протестантско упориште, али данас протестанти чине 38% становништва, а римокатолици 31%.
Највећи градови су:
- Шо де Фон, 37.000 ст.
- Нешател, 33.000 ст. - главни град кантона
- Ле Локл, 10.000 становника.

## привреда
Главне привредне активности су: пољопривреда (сир, вино), као и производња сатова и микрочипова. Градови Шо де Фон и Ле Локл су веома чувени по часовничарству.

## Галерија слика
- Главни град Нешател
- Област Јура планина
- Шо де Фон је чувен по часовничарству
- Нешателско језеро